# Номерні знаки Люксембургу

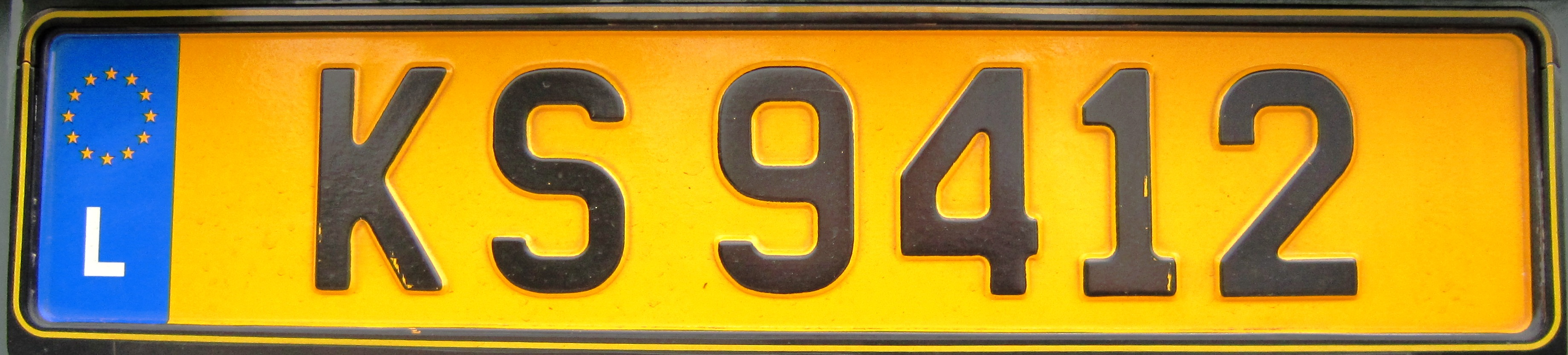
Номерний знак чинного зразка.

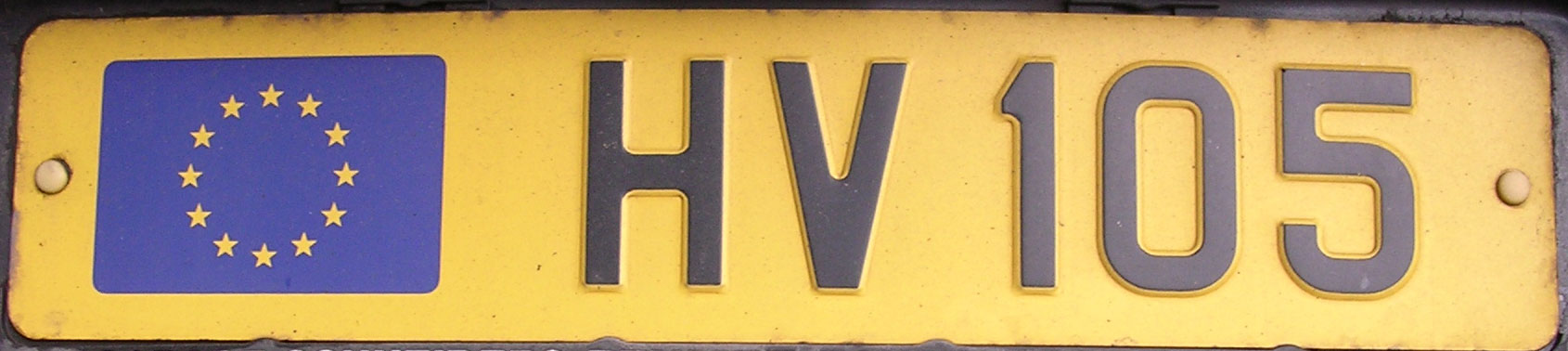
Номерний знак старого зразка.

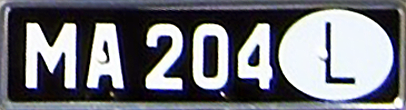
Номерний знак у 1966-1978 роках.

Автомобільні номерні знаки Люксембургу використовуються для реєстрації транспортних засобів у Люксембургу. Вони використовуються для перевірки законності використання, наявності страхування та ідентифікації транспортних засобів.
Номерні знаки Люксембургу містять максимум шість символів. Стандартні серії використовують формат з двох літер, за якими слідують чотири цифри (наприклад, «XY 3456»). Видаються також знаки, що містять чотири або п'ять цифр без літер.
Поєднання символів не є серійним і не пов'язане з географічним розташуванням. Пластини мають жовте тло і чорні символи та стандартну синю смугу ЄС з міжнародним кодом країни «L». Поточне використання та формат знаків прийнято парламентом у червні 2003 року.
Новий реєстраційний номер видається кожного разу, коли автомобіль з номером у старому форматі змінює право власності.
Номерні знаки з чорним тлом і білими символами виведені з обігу, за винятком класичних автомобілів, для яких існує спеціальний режим.

## Стандартні
Комбінації знаків з двох літер та чотирьох цифр дотримуються досить незвичайної схеми. Випадковий порядок генерації номерів ускладнює визначення віку автомобіля. Невеликі транспортні засоби, такі як мопеди, мають мініатюрні номерні знаки, що містять лише дві літери і дві цифри.
Спочатку номерні знаки містили лише цифри. Чотири- і п'ятизначні номери можуть бути видані за запитом.
Нещодавно введені комбінації однієї літери і чотирьох цифр, потім двох букв і трьох цифр, однак більше не видаються. На задньому номерному знаку з'явився великий прапор ЄС без коду країни.

## Персональні
Персональні номери відповідають стандартному формату і складаються з чотирьох або п'яти цифр. Дефіцит чотирьохзначних чисел означає, що для них є резерв очікування. Отримання спеціального знака коштує €50. Митний номерний знак може бути виданий тільки для нових автомобілів або після зміни власника. У Люксембурзі немає приватного ринку номерів.

## Спеціальні

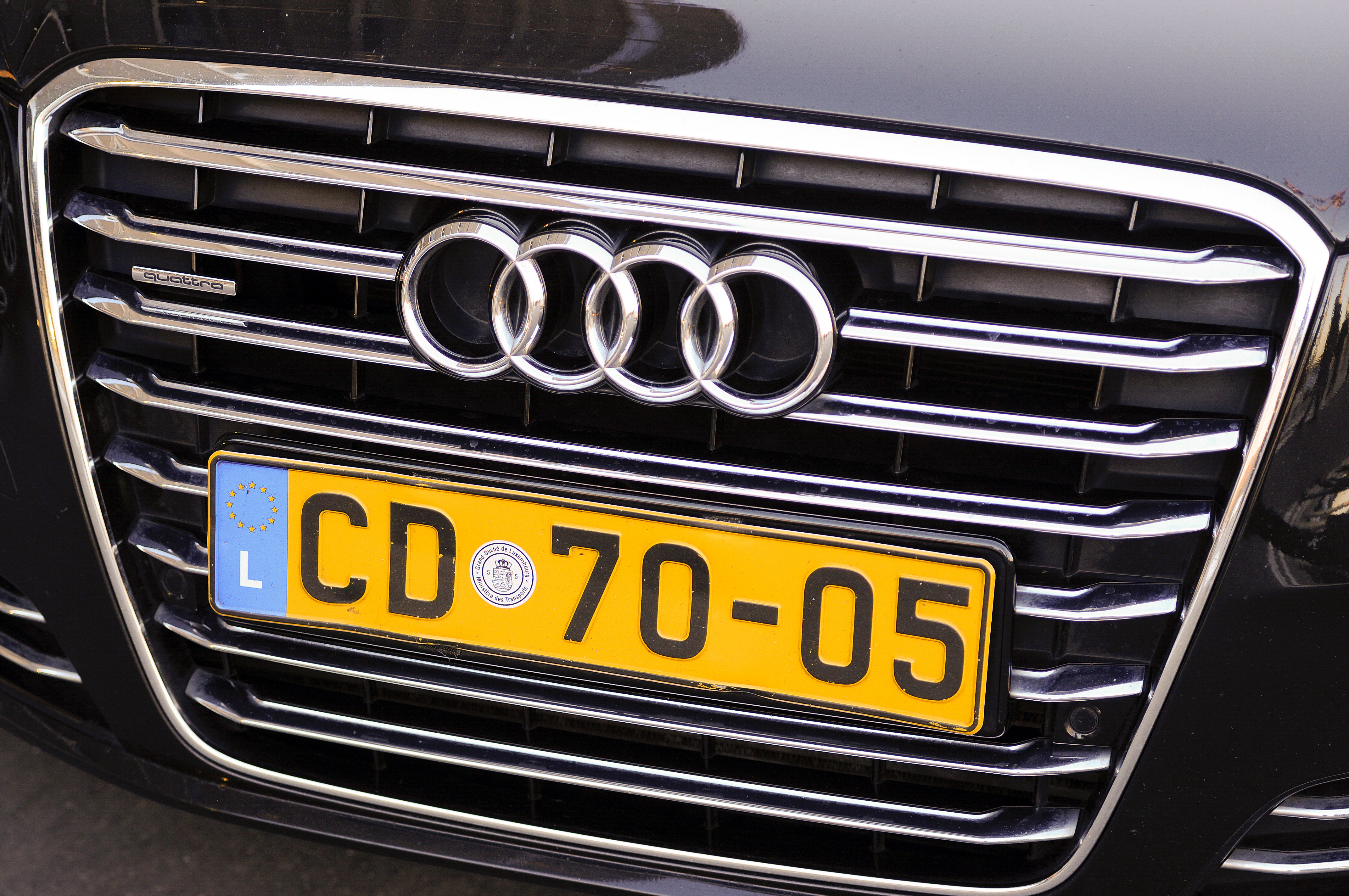
Дипломатичний номер.

- Єдині цифри зарезервовані для родини Великого герцога, двозначні номерні знаки для урядового автопарку.
- Палата депутатів має свою власну серію (P1-P99).
- Дипломатичні номери видаються тим, хто має відповідний дипломатичний статус (формат: «CD» плюс два набори з двох цифр, розділених дефісом).
- Номери, що починаються з AA, зарезервовані для службових транспортних засобів (наприклад, поліційні автомобілі), а «ZZ» також зарезервовані для служб.
- Тимчасові пластини мають термін дії на лівій стороні, потім цифри та літери «EXP».
- Військові номери мають чотири цифри у чорному шрифті на білому тлі. У лівій частині розміщений герб.
- Дилерські пластини містять тільки цифри і оформлені білим шрифтом  на червоному тлі.

## Комбінації
Порядок, що супроводжується літерами та цифрами стандартної серії, досить незвичайний — цифри нижче 4000 зарезервовані для приватних транспортних засобів. Від 4000 до 9999 призначаються в блоках по 1000 зі змінною послідовністю літер. Цими серіями, викладеними законодавством, були BA4000-BA4999, CA5000-5999, DA6000-DA6999 та ін. з 5000 до 5999. Зазначена послідовність випуску слідує за шаблоном висхідного і низхідного алфавітного порядку двох літер. Коли перший блок з 1000 AZ номерів буде виданий, то за ним піде випуск BA5000. Окремі літери (I і O) та комбінації виключені з обігу.
Список читати зверху вниз, зліва направо:
```
BA JJ TS XZ NR DH FA RJ YS PZ DR GH QB ZK QS
CA GJ RS YZ PR EH EB QK ZS QZ ER FH PB YK RT
DA FJ QT ZY QR FG DB PK ZT RY FQ EG NB XK ST
EA EK PT YY RQ GG CB NK YT SY GQ DG MB WK TT
FB DK NT XY SQ HG BB MK XT TY HQ CG LB VL UT
GB CK MT WY TQ JG AB LK WT UY JQ BG KC UL VT
HB BK LT VX UQ KG AC KL VU VY KQ AG JC TL WU
JB AK KU UX VQ LF BC JL UU WX LP AF HC SL XU
KB AL JU TX WP MF CC HL TU XX MP BF GC RL YU
LC BL HU SX XP NF DC GL SU YX NP CF FC QM ZU
MC CL GU RX YP PF EC FL RU ZX PP DF ED PM ZV
NC DL FU QW ZP QF FD EM QV ZW QP EF DD NM YV
PC EL EV PW ZN RE GD DM PV YW RN FE BD MM XV
QC FM DV NW YN SE HD CM NV XW SN GE AD LM WV
RD GM CV MW XN TE JD BM MV WW TN HE AE KN VW
SD HM BV LW WN UE KD AM LV VV UN JE BE JN UW
TD JM AV KV VM VE LE AN KW UV VN KE CE HN TW
UD KM AW JV UM WD ME BN JW TV WM LD DE GN SW
VD LN BW HV TM XD NE CN HW SV XM MD EE FN RW
WE MN CW GV SM YD PE DN GW RV YM ND FF EP QX
XE NN DW FV RM ZD QE EN FW QU ZM QD GF DP PX
YE PN EW EU QL ZC RF FP EX PU ZL RC HF CP NX
ZE QN FX DU PL YC SF GP DX NU YL SC JF BP MX
ZF RP GX CU NL XC TF HP CX MU XL TC KF AP LX
YF SP HX BU ML VB UF JP BX LU WL UC LG AQ KY
XF TP JX AU LL UB VF KP AX KT VK VC MG BQ JY
WF UP KX AT JK TB WG LQ AY JT UK WB NG CQ HY
VG VP LY BT HK SB XG MQ BY HT TK XB PG DQ GY
UG WQ MY CT GK RB YG NQ CY GT SK YB QG EQ FY
TG XQ NY DT FK QA ZG PQ DY FT RK ZB RH FR EZ
SG YQ PY ET EJ PA ZH QQ EY ES QJ ZA SH GR DZ
RG ZQ QY FS DJ NA YH RR FZ DS PJ YA TH HR CZ
QH ZR RZ GS CJ MA XH SR GZ CS NJ XA UH JR BZ
PH YR SZ HS BJ LA WH TR HZ BS MJ WA VH KR AZ
NH XR TZ JS AJ KA VJ UR JZ AS LJ VA WJ LS
MH WR UZ KS AH JA UJ VR LZ AR KH UA XJ MS
LH VS VZ LR BH HA TJ WS MZ BR JH TA YJ NS
KJ US WZ MR CH GA SJ XS NZ CR HH RA ZJ PS
```